# Saltsjön (Kramfors kommun)
För andra betydelser, se Saltsjön (olika betydelser).
Saltsjön är en sjö i Kramfors kommun i Ångermanland som ingår i Nätraån-Ångermanälvens kustområde. Sjön har en area på 4,93 kvadratkilometer och ligger 110,1 meter över havet. Sjön avvattnas av vattendraget Noraån (Grössjöån).
Sjön sträcker sig in i Bjärtrå, Nora-Skog och Ullångers församlingar.
Sjön användes som uttagsområde för timmer och massaved där virket fraktades över sjön. Vid sjöns södra spets (Sågmon) fanns ett sågverk från cirka 1880 vilket ersattes av ett nytt 1929 (nedlagt 1959).
Numera är sjön ett rekreationsområde med 112 sportstugor varav nästan alla är medlemmar i Saltsjöns Sportstugeförening[källa behövs], grundad 1948.

## Delavrinningsområde
Saltsjön ingår i delavrinningsområde (698775-161072) som SMHI kallar för Utloppet av Saltsjön. Medelhöjden är 181 meter över havet och ytan är 28,65 kvadratkilometer. Det finns inga avrinningsområden uppströms utan avrinningsområdet är högsta punkten. Avrinningsområdets utflöde Noraån (Grössjöån) mynnar i havet. Avrinningsområdet består mestadels av skog (80 procent). Avrinningsområdet har 4,93 kvadratkilometer vattenytor vilket ger det en sjöprocent på 17,2 procent.